# Бенедетта Пілато
Бенедетта Пілато (італ. Benedetta Pilato, 18 січня 2005) — італійська плавчиня.
Чемпіонка Європи з водних видів спорту 2020 року.
Рекордсменка світу в плаванні на 50 метрів брасом.

## Виступи на Олімпійських іграх
| Олімпіада  | Дисципліна              | Місце |
| ---------- | ----------------------- | ----- |
| Токіо 2020 | 100 метрів брасом       | 13    |
| Токіо 2020 | 4x100 метрів комплексом | 11    |